# Colchester (Ontario)
Colchester ist eine Ortschaft in der Stadt Essex, Ontario, Kanada. Sie liegt am Eriesee. Der bekannteste Sohn der Stadt war der Erfinder Elijah McCoy.